# Prionyx subfuscatus
Prionyx subfuscatus (лат.) — вид роющих ос рода Prionyx из семейства Sphecidae. Афротропика и Палеарктика.

## Распространение
Prionyx subfuscatus subfuscatus: Испания, Франция, Италия, Алжир, Израиль, Турция, Оман, Индия, Китай.

## Описание
Осы средних и крупных размеров (длина 1—2 см). Цвет черный, за исключением того, что мандибулы иногда темно-бордовые, а коготки лапок более светлые бордовые; крылья желтые с вдавленными вершинами; жилки коричневые, за исключением желто-коричневой косты; слабое серебристое прижатое опушение на наличнике и лице; остальное прямостоячее опушение черное, не густое на наличнике, вертексе, висках, переднеспинке, переднем крае проподеума (длиннее сзади и латерально). Усики самок 12-члениковые, у самцов состоят из 13 сегментов. Длина самок до 21 мм, самцы от 12 мм. Имеют длинную и узкую «талию» (петиоль — участок между грудью и брюшком).
Подвиды
- Prionyx subfuscatus albovillosulus (Giordani Soika, 1942)
- Prionyx subfuscatus rhodesianum (Arnold, 1936)
- Prionyx subfuscatus rukwaensis (Arnold, 1959)
- Prionyx subfuscatus subfuscatus (Dahlbom, 1845)